# ELFAA
ELFAA este prescurtarea pentru European Low Fares Airline Association, este o organizație înființată în anul 2002 pentru a reprezenta companiile aeriene low-cost.

## Scopuri
- identificarea unor politici comune
- promovarea intereselor comune în cadrul diverselor instituții europene

## Membri
Membrii ELFAA sunt:
- Norwegian Air Shuttle
- Flybe
- EasyJet
- Sverigeflyg
- Wizz Air
- Ryanair
- transavia.com
- Hapagfly
- HLX.com